# فریرینا، شیلی
فریرینا، شیلی (به اسپانیایی: Freirina) یک سکونتگاه مسکونی در شیلی است که در Huasco Province واقع شده‌است.

## خصوصیات
فریرینا ۳٬۵۷۷٫۷ کیلومترمربع مساحت و ۶٬۰۳۸ نفر جمعیت دارد و ۱۰۲ متر بالاتر از سطح دریا واقع شده‌است.